# عملية كفار يوفال
جرت عملية كفار يوفال يوم 15 يوليو 1975 عندما تمكنت مجموعة أبو الأديب التي تضم أربعة فدائيين من جبهة التحرير العربية من اقتحام مستعمرة كفار يوفال المقامة على أراضي قرية آبل القمح. كان يقود المجموعة الفلسطيني حسن شطي الصوفي أحمد شوقي بالإضافة إلى العراقي كاظم رشيد الطائي ثائر العرب والمغربي عبد الرحمن أمزغار والتركي فكرت أوزباطماز مراد محمود واستطاعوا السيطرة الكاملة على مستعمرة كفار يوفال واحتجاز كل من كان في المستعمرة كرهائن ومن ثم وجه الفدائيون بياناً لحكام ومستوطني الصهاينة مفاده:
لا تثقوا بنظريات عسكركم حول الأمن والحدود الآمنة، فما دامت البنادق بأيدينا، وما دمتم تسلبون أرضنا؛ لا أمن ولا استقرار لكم، وستكتشفون بعد قليل أن حياتكم المرهونة بيد حكامكم، سيجازفون بها كما جازفوا بها من قبل. فكروا جيداً وواجهوا العقل قبل الغطرسة. عسكركم لا تهمهم سلامتكم إذا تعرض وجودكم للخطر. أيها الغاصبون، لم نأتِ اليوم لنقتل أو ندمر حباً في القتل والتدمير، نحن أصحاب الأرض، نريد الحق لأهله، ولولا ضياع حقنا لما كنا اليوم في هذا الموقف؛ ولما كنتم كذلك.

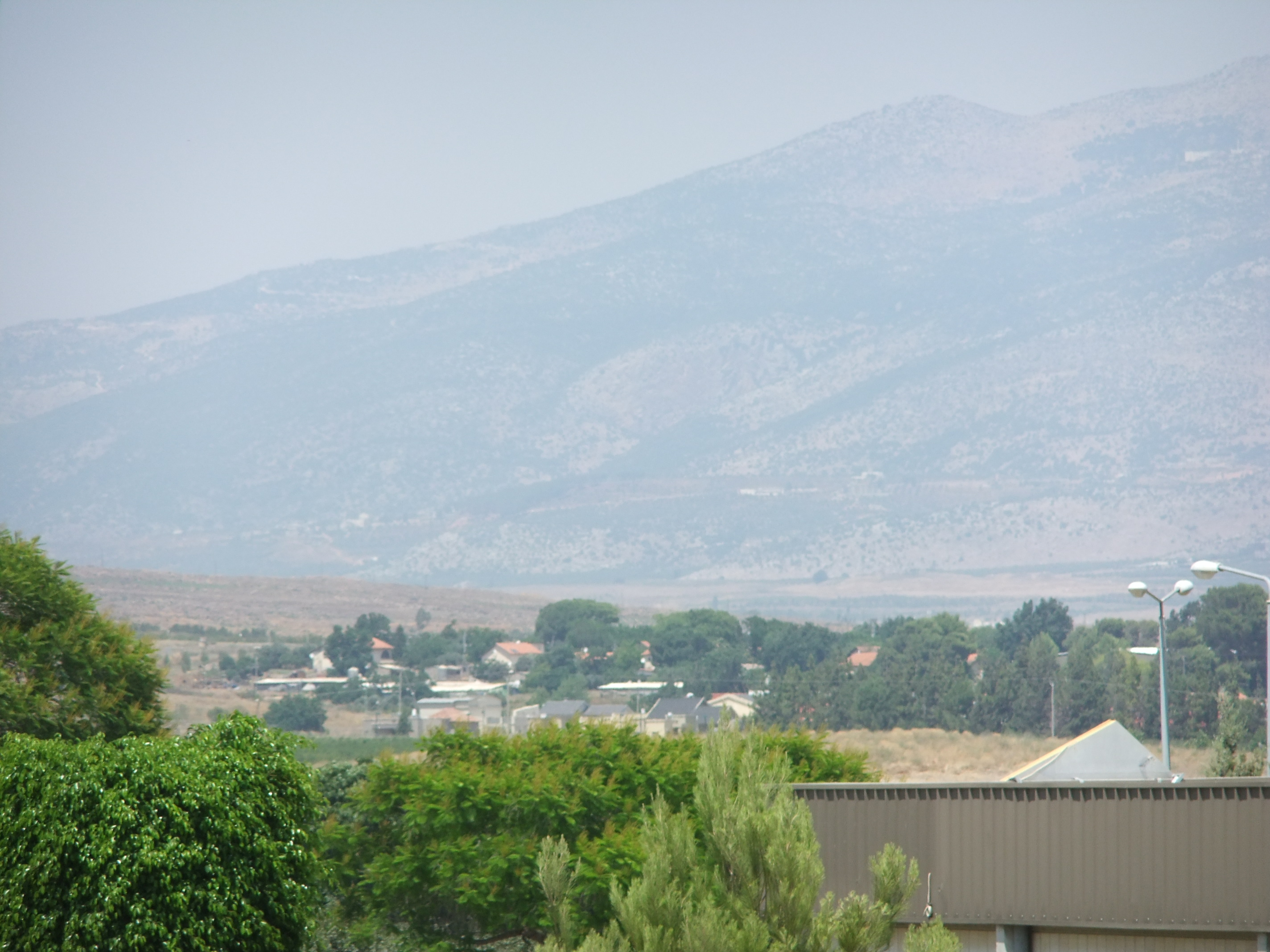
مستعمرة كفار يوفال. التقطت الصورة في 2011

أما مطلب مجموعة أبو الأديب الفدائية كان كالآتي: إطلاق سراح عدد من الفدائيون المعتقلين وعلى رأسهم المطران هيلاريون كابوتشي والشيخ محمد أبو طير والياباني كوزو أوكاموتو. وعند انتهاء فترة الإنذار وعدم استجابة السلطات الإسرائيلية لهذه المطالب، نفذ الفدائيون حكم الإعدام بالرهائن بتفجير المستعمرة. ولقد استشهد الفدائيون بعد اشتباكات ضارية مع الجنود الإسرائيليين، استمرت قرابة 6 ساعات متواصلة أسفرت عن مقتل 23 جندي إسرائيلي ونحو 30 جريح ناهيك عن قتلى المستعمرة الذي تجاوز عددهم عن 50 قتيل وقامت إسرائيل باحتجاز جثث الفدائيين لأكثر من 33 عام عندما تم تحرير جثامين الشهداء من قبل حزب الله.

## المنفذون
1. حسن شطي الصوفي قائد العملية (مواليد 1952 في رفح) انضم إلى جبهة التحرير العربية عام 1974 وسميت منظمة الجبهة في رفح باسمه تخليداً له.
2. كاظم رشيد الطائي (مواليد 1951) انضم إلى جبهة التحرير العربية عام 1969.
3. عبد الرحمن أمزغار (مواليد 1944) انضم إلى جبهة التحرير العربية عام 1974.
4. فكرت أوزباطماز (مواليد 1952) شارك في حرب أكتوبر وانضم إلى الجبهة عام 1973.